# Kehnert
Kehnert è una frazione della città tedesca di Tangerhütte, nella Sassonia-Anhalt.
Fino al 31 maggio 2010 è stato comune autonomo. A partire da quella data, insieme agli allora comuni di Bellingen, Birkholz, Bittkau, Cobbel, Demker, Grieben, Hüselitz, Jerchel, Lüderitz, Ringfurth, Schelldorf, Schernebeck, Schönwalde, Uchtdorf, Uetz, Weißewarte e Windberge si è unito alla città di Tangerhütte di cui è divenuto frazione (Ortschaft).
Tra il 1802 e il 1803 il generale e ministro prussiano Friedrich Wilhelm von der Schulenburg-Kehnert fece edificare il cosiddetto castello di Kehnert, un maniero progettato dall'architetto Carl Gotthard Langhans. L'edificio è attualmente classificato come bene culturale.